# Sauter AG
Pour les homonymes, voir sauter.
Sauter est un groupe d'entreprises suisse exerçant à l'international dans le domaine de l'automatisation de bâtiments, l'intégration de système, le facility management technique et les services de construction mécanique et électrique, domicilié à Bâle et opérant sous la dénomination sociale de Fr. Sauter AG. Le groupe emploie 3387 personnes et a réalisé en 2022 un chiffre d'affaires de 692 millions d'euros.

## Histoire
La société était à l'origine une manufacture de programmateurs horaires électriques fondée en 1910 par Fritz Sauter à Grindelwald (Suisse). Son succès commercial a entraîné un élargissement et un transfert de ses activités à Bâle. L'entreprise a été convertie en société anonyme en 1920.
En 1912, Sauter commercialise son premier produit : un programmateur horaire, c'est-à-dire une horloge astronomique servant à activer et désactiver l'éclairage public urbain. Les commutations s'effectuaient le matin et le soir, à l'heure de l'aube et du crépuscule (variable selon les saisons).
En 1917, Sauter développe pour la centrale électrique de Bâle un ballon d'eau chaude qui connaît un grand succès commercial. Sauter transfert son atelier à Bâle dès 1916 en raison de ses bonnes relations avec les gérants de la centrale électrique de Bâle.
En 1935, Sauter passe de l'activation/la désactivation d'appareils, commandées par l'heure ou la température, à la technologie de régulation, posant ainsi la première pierre de l'activité principale actuelle.
À partir du début des années 1950, Sauter intègre des composantes électroniques à ses produits. Il s'agissait d'appareils destinés à réguler la température, l'humidité et la pression.
En 1974, Sauter commercialise son premier système de GTB commandé par logiciel et en 1981, les premiers appareils équipés de microprocesseurs.
En 1984, la Fr. Sauter Holding AG est fondée pour se protéger contre une offre publique d'acquisition hostile. Les activités opérationnelles sont regroupées au sein de la Fr. Sauter AG.
En 1997 est créée une solution d'automatisation basée sur Internet et pouvant être commandée à partir d'un navigateur web.
À partir de 2000, Sauter étend son activité au domaine des services. Le Facility Management devient partie intégrante de son activité principale.
En 2002, Sauter commence à intégrer le protocole de communication standardisé BACnet à ses produits. En 2009, Sauter met sur le marché son Energy Management Solution (EMS). En 2012, le logiciel Sauter Vision Center est commercialisé. Ce logiciel de gestion des bâtiments comprend une couche de gestion et de visualisation modulable et échelonnable.
Le 1er avril 2017, Sauter rachète la société Pandomus AG à Cologne. En 2018, Acquisition WREN Ltd. UK ainsi que de Sirus Irlande. En 2020, Techne S.p.A Facility Management à Bergame, Italie, en 2022 Emtec Group à Glasgow, Royaume-Uni et en 2023 T4 Mechanical & Electrical Ltd, Lidex Control Systems Ltd et React 4 Group Ltd à Redhill, Royaume-Uni ont été rachetés.
Sauter lance en 2019 un nouveau système d’automatisation de bâtiments, le modulo 6, en 2020 un servomoteur de vanne et de clapet d'air avec régulateur intégré, IoT et connexion cloud, le Smart Actuator et en 2023 un multi-capteur pour l'automatisation intégrée des locaux, le viaSens.

## Structure du groupe
Le groupe Sauter se compose de 21 filiales en Europe, de coentreprises en Chine et au Moyen-Orient ainsi que de représentations locales dans d'autres pays. Pays comptant des filiales de Sauter : Suisse, Allemagne, France, Italie, Espagne, Grande-Bretagne, Autriche, Slovaquie, Pays-Bas, Belgique, Suède, République tchèque, Hongrie, Pologne, Roumanie, Serbie. L'activité de Sauter se divise en quatre domaines de compétences : Systems, Components, Services et Facility Management. Le secteur Facility Management en Allemagne est géré par la Sauter FM GmbH, dont le siège social se trouve à Augsbourg, une filiale à 100 % de la succursale Sauter allemande.
Fr. Sauter AG appartient à Fr. Sauter Holding AG. Celle-ci appartient à FS Familienholding AG, Bâle, fondée par les descendants de Fritz Sauter, et à Fabrel AG, Hergiswil . Outre ces deux actionnaires principaux, quelques personnes physiques détiennent encore des participations avec de faibles quotes-parts.

## Produits et services
Sauter produit du matériel et des logiciels pour systèmes de régulation, de commande et de gestion technique des bâtiments destinés aux applications de chauffage, ventilation et climatisation. La palette de produits comprend entre autres des sondes d'ambiance, transmetteurs de mesure, thermostats, pressostats, servomoteurs électriques, servomoteurs pneumatiques, vannes, vannes mélangeuses et volets. En ce qui concerne la couche de gestion, Sauter développe différentes solutions logicielles pour la gestion de bâtiments, ainsi que des systèmes et des unités d'automatisation pour la régulation de locaux individuels et la gestion des locaux. Le développement et la production se déroulent dans les usines de production sur le site de Bâle.
Des services tels que le contracting, la maintenance et le monitoring sont proposés dans le domaine des prestations de services en bâtiment. Les prestations de service dans le domaine du Facility Management éco-responsable, technique, infrastructurel et commercial gagnent du terrain dans l'activité de l'entreprise.

## Anciens domaines d'activité

### Chauffe-eau, cuisinières électriques
Afin de conquérir le marché français, Sauter a souhaité ouvrir un site de production en France. En 1923, Fritz Sauter et Godefroy Schlumberger créent la Société pour l'exploitation des Procédés Sauter SARL à Saint-Louis, en Alsace. À ses débuts, la production ne concerne que les chauffe-eau Cumulus et les poêles à accumulation Primulus. La Seconde Guerre mondiale pousse ensuite le gouvernement français à délocaliser les entreprises proches de la frontière vers l'intérieur du pays. En conséquence, Procédés Sauter implante son usine à Claye-Souilly, s'éloignant ainsi de son partenaire suisse. En 1948, Sauter vend ses parts de Procédés Sauter à l'entreprise Continental et Garnier, puis fonde, le 1er juin 1948, une nouvelle filiale à Saint-Louis appelée Sauter Appareils Automatiques SA. Alors que Continental et Garnier continue de gérer les activités de la marque Sauter dans le domaine des appareils ménagers, la nouvelle société se lance, elle, dans le domaine des techniques de régulation.
En 1972, Schlumberger rachète la société Garnier. La division des appareils électroménagers de la marque Sauter, sera plus tard cédée au groupe espagnol Fagor, par l'intermédiaire de l'entreprise française Brandt SA. Après son dépôt de bilan en novembre 2013, Fagor est en partie racheté par le groupe algérien Cevital en avril 2014.

### Compteurs électriques
En 1991, Sauter fonde une nouvelle société, Sauter Regulation SA, en France, qui regroupe toutes les activités liées aux équipements techniques du bâtiment. Le reste des activités de Sauter Appareils Automatiques SA (développement, production et distribution de compteurs électriques pour le marché français) est vendu en 1992 au groupe Zellweger Luwa qui, plus tard, cède ses activités à la société Deutsche Zählergesellschaft. Celle-ci ferme en 2007 l'usine alors implantée à Mulhouse.

### Ozonation et commande d'installations de distribution d'eau
En 1948, Sauter fait son entrée dans un nouveau domaine : la commande d'installations de distribution d'eau liées à un réservoir d'eau aux Brenets. En 1955, Sauter et la Compagnie des eaux et de l'ozone modernisent le système d'approvisionnement en eau potable de l'hôpital psychiatrique de la commune de Boudry dans le canton de Neuchâtel, en Suisse. Par la suite, l'ozonation de l'eau potable deviendra une activité à part entière de l'entreprise. À partir de 1972, les installations d'ozonation de Sauter serviront à neutraliser les odeurs véhiculées par l'air repris des stations d'épuration. L'activité d'ozonation est vendue aux alentours de 1980 à la société Christ AG.
Enfin, l'activité liée à la commande des installations de distribution d'eau est vendue en 1996 à l'entreprise Rittmeyer AG.

## Logo de la firme

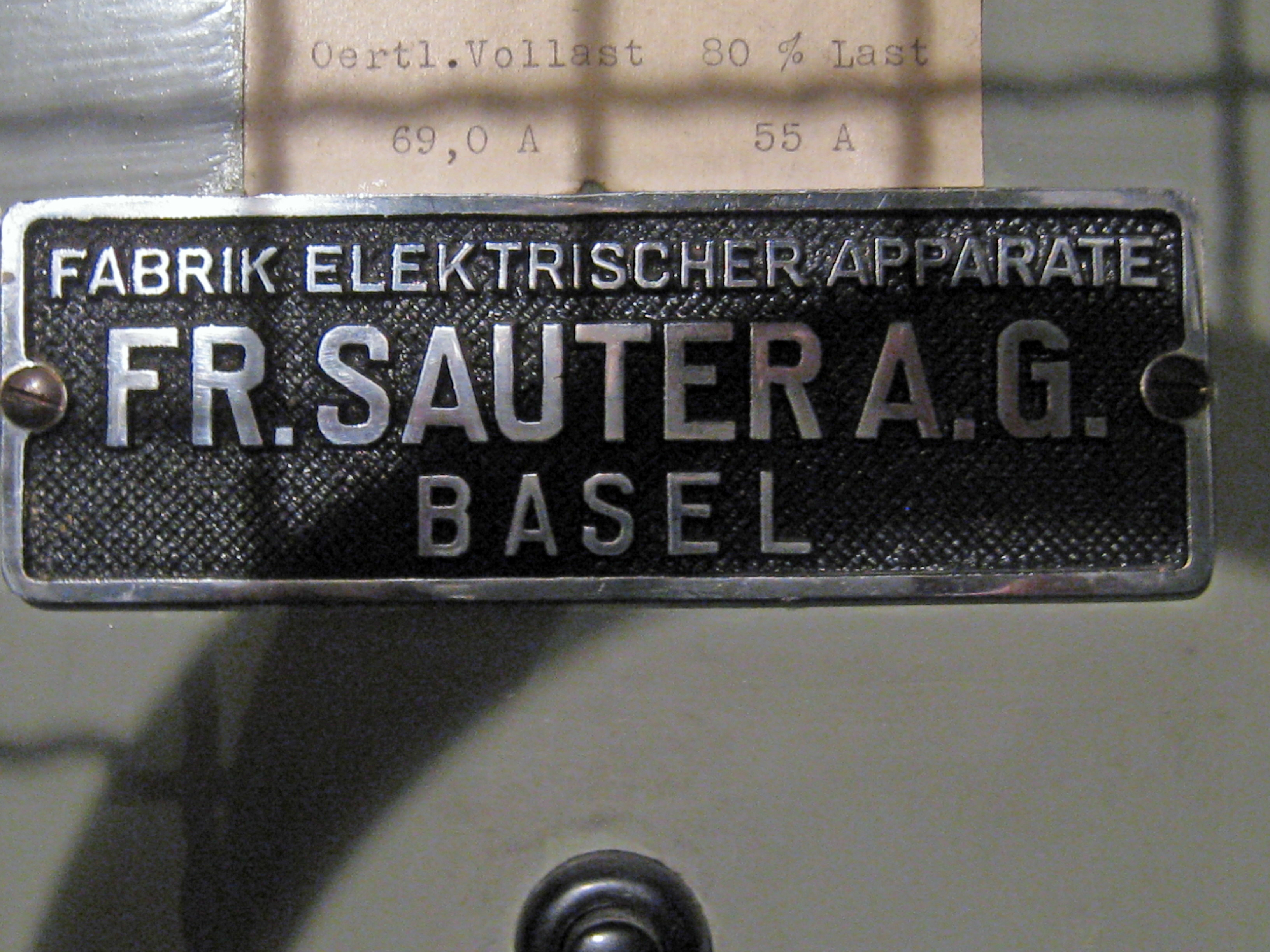
Seconde Guerre mondiale
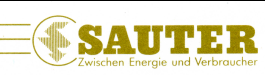
jusqu'à 1994
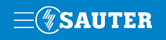
1994 à 2008
depuis 2008

## Liens web
- Site web du groupe Sauter
- Site web du Sauter France
- Marc Jaquet neuer Präsident der Sauter-Gruppe, OnlineReports du 22 avril 2013; visité le 17 juillet 2013
- Affiche « Elektr. Futterkochkessel « Cumulus » » - Fr. Sauter AG Bâle de 1930 dans l‘eMuseum de la Haute École d'art de Zurich. Musée du design de Zurich, archive ZHdK